# Schapen
Schapen est une commune d'Allemagne située en Basse-Saxe. Elle dépend de l'arrondissement du Pays de l'Ems et se trouve au sud de l'arrondissement dans le regroupement de communes de Spelle. Au recensement du 31 décembre 2014, elle comptait 2 327 habitants, soit 87 habitants/km2. Schapen comprend sept hameaux ruraux: Barwöste, Borken, Bramhof, Kirchhof, Kranenmoor et Veerkamp.

## Personnalités
- Heiner Wilmer (1961), supérieur général des prêtres du Sacré-Cœur